# Macrozamia moorei
Macrozamia moorei es una especie de cícada perteneciente a la familia Zamiaceae. Es originaria de Queensland (Australia).

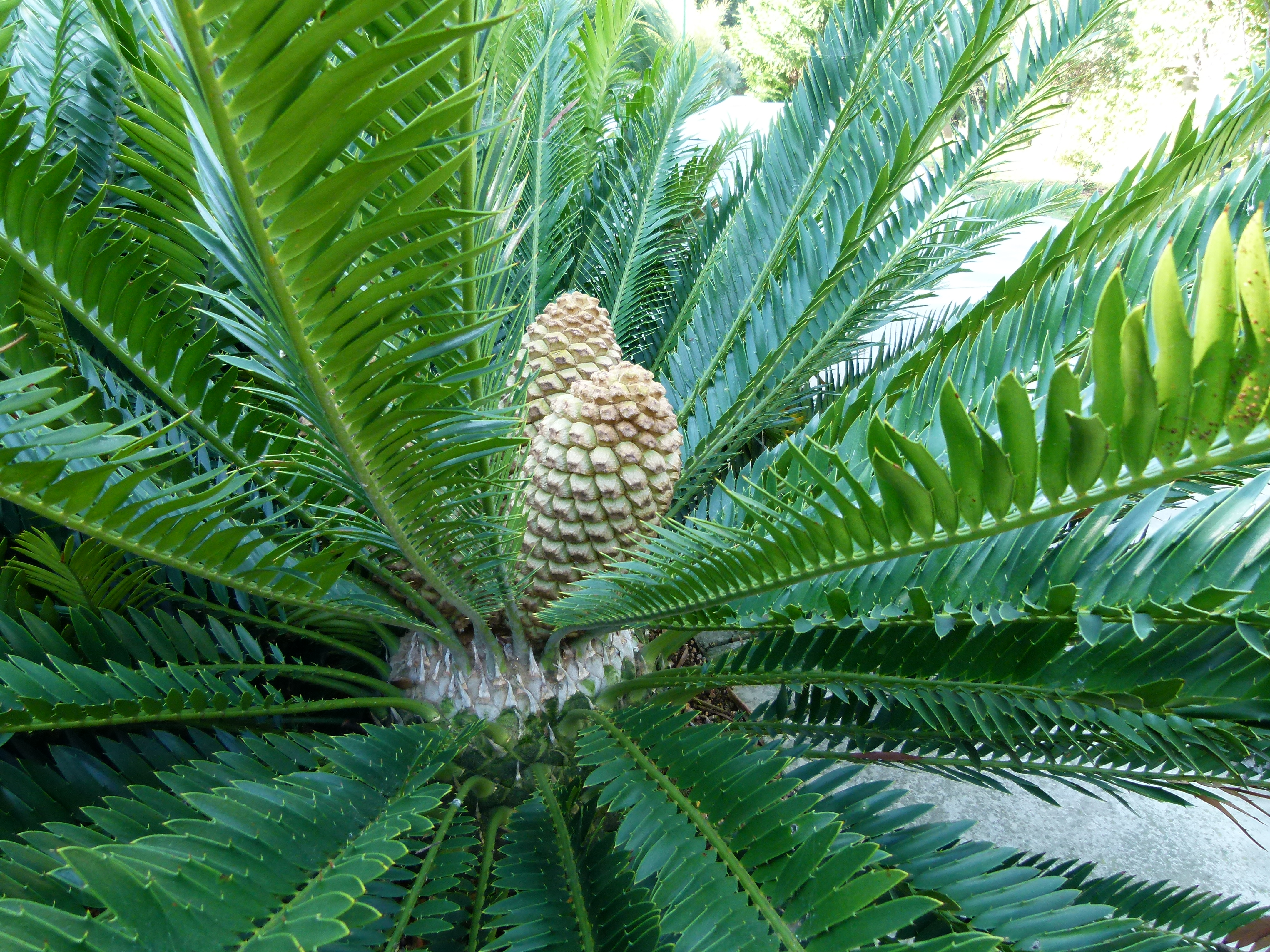
Detalle de las hojas

## Descripción
Macrozamia moorei es la especie más alta del género Macrozamia, alcanzando un tamaño de 7 metros de altura con un diámetro de tronco cm 50-80. Tiene hojas laxas de hasta 2,5 metros de largo, con pecíolos cortos que llevan numerosas espinas y 120-220 foliolos, cada foliolo de 20-35 cm de largo y 5-10 mm de ancho.

## Cultivo
La planta es cultivada por viveros especiales como planta ornamental.

## Taxonomía
Macrozamia moorei fue descrita por Ferdinand von Mueller y publicado en Chemist and Druggist 3(35): 84. 1881.
Etimología
moorei: epíteto otorgado por Ferdinand von Mueller en 1881, en honor de Charles Moore (1820-1905), director del Real Jardín Botánico de Sídney.
Sinonimia
- Encephalartos moorei (F.Muell.) F.Muell.[3]